# Pyrazin
Pyrazin je aromatická heterocyklická sloučenina se vzorcem C4H4N2, strukturní izomer pyridazinu a pyrimidinu. Je slabší zásadou než pyridin, pyridazin, i pyrimidin.
Pyrazin a jeho alkylované deriváty se vyskytují jako příchutě a vůně v pečivu a pražených potravinách. Tetramethylpyrazin (nazývaný také ligustrazin) zachycuje superoxidové anionty a omezuje tvorbu oxidu dusnatého v lidských granulocytech.

## Příprava a výroba
Pyrazin a jeho deriváty lze získat mnoha různými postupy; některé z nich patří k nejstarším dosud využívaným syntetickým reakcím.
Staedelova–Rugheimerova syntéza pyrazinů (objevená v roce 1876) využívá reakci 2-chloracetofenonu s amoniakem a oxidaci vznikého aminoketonu na pyrazin. Samokondenzace je také součástí Gutknechtovy syntézy pyrazinů (1879), ale liší se způsobem tvorby alfa-ketoaminu.
Další možnost představuje Gastaldiho syntéza.